# كارولين روتيتش
كارولين روتيتش (بالإنجليزية: Caroline Rotich) (من مواليد 13 مايو 1984) عدّاءة كينية للمسافات الطويلة في سباقات الماراثون ونصف الماراثون. فازت بماراثون لاس فيغاس، وبنص ماراثون نيويورك وماراثون بوسطن 2015. مثلت كينيا في بطولة العالم لألعاب القوى عام 2011، ولديها أسرع زمن لسباق الماراثون (02:27:06)، ولنصف الماراثون بزمن (01:09:09).